# PFLAG

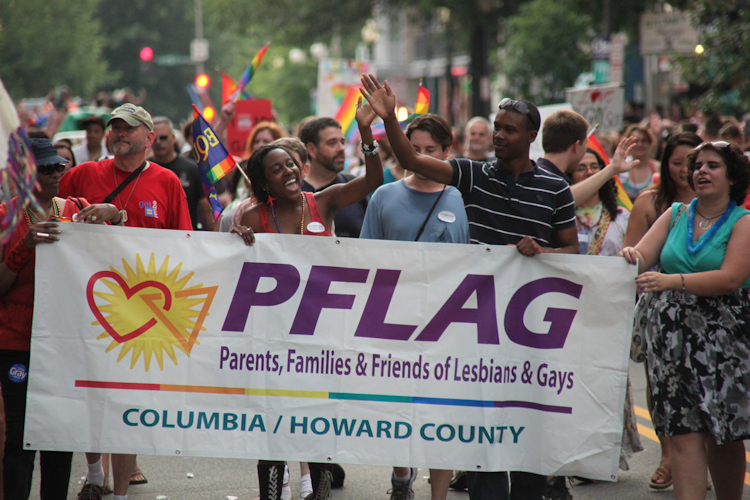
Imagem de protesto com faixa da PFLAG.

A PFLAG é uma organização não governamental nos Estados Unidos de união de pessoas lésbicas, gays, bissexuais, transgêneros e queers (LGBTQ) com famílias, amigos e aliados. A PFLAG advoca em ações que defendam os direitos de minorias sexuais, contando com cerca de 400 sedes nos Estados Unidos e mais de 200 000 membros e apoiadores.
O acrônimo PFLAG originalmente referia-se à Parents and Friends of Lesbians and Gays, posteriormente Parents, Families and Friends of Lesbians and Gays (Pais, Famílias e Amigos de Lésbicas e Gays). Até 1993, o nome era oficialmente estilizado como P-FLAG (flag também significa bandeira em inglês). Em 2014, PFLAG foi escolhido como nome oficial pelos membros da organização a fim de refletir as décadas de trabalho inclusivo realizado na comunidade LGBTQ.
Em 1972, a professora de educação básica Jeanne Manford e seu filho Morty fizeram uma caminhada em uma rua da cidade de Nova Iorque em resposta às agressões homofóbicas que seu filho havia sofrido. Ela segurou uma placa com os dizeres "Pais de gays: unam-se em apoio aos nossos filhos" ("Parents of gays: unite in support of our children"), sendo uma das primeiras mães a apoiar a sexualidade de seu filho publicamente. Neste evento, muitos gays e lésbicas se aproximaram dela, pedindo ajuda para com seus pais. Diante disto, Jeanne juntamente com seu marido e filho, iniciaram um grupo de apoio que teve seu primeiro encontro em 11 de março de 1973 na presença de cerca de vinte pessoas. As notícias se espalharam, e diversos outros grupos de apoio surgiram nos Estados Unidos como local de refúgio para pais e filhos compartilharem de suas experiências.